# Aloys av Liechtenstein
Denna sida handlar om den österrikiske politikern Aloys (Alois) av Liechtenstein, för andra personer med samma namn, se Aloys av Liechtenstein (1869–1955) och Alois av Liechtenstein.
Aloys av Liechtenstein, född 18 november 1846 i Prag, död 25 mars 1920 i Wien, var en österrikisk furste och politiker. Han var bror till Alfred av Liechtenstein.
Aloys av Lichtenstein var ursprungligen officer och diplomat. Åren 1878–1889 och 1891–1918 var han ledamot av österrikiska deputeradekammaren, där han tidigt gjorde sig bemärkt - i likhet med brodern - som en av de klerikalas främsta män. Hans klerikala konservatism, som bland annat innefattade intresserepresentation, bekämpade liberalismen i alla dess former. Så småningom ledde detta honom över till antisemitismen och Karl Luegers kristligt sociala parti. 1910–1918 var Aloys av Liechtenstein de kristligt-socialas ledare.